# روستای کلیف، میسوری
روستای کلیف (به انگلیسی: Cliff Village) یک روستا (ایالات متحده آمریکا) در ایالات متحده آمریکا است که در شهرستان نیوتون، میزوری واقع شده‌است.
 روستای کلیف ۰٫۱۰ کیلومتر مربع مساحت و ۴۰ نفر جمعیت دارد و ۲۹۰ متر بالاتر از سطح دریا واقع شده‌است.